# Tamara Dembo
Tamara Dembo (russisch Тамара Вульфовна Дембо Tamara Vul’fovna Dembo, * 28. Mai 1902 in Baku, Russisches Kaiserreich; † 17. Oktober 1993 in Worcester, Massachusetts) war eine Gestaltpsychologin, die sich nach ihrer Emigration in die USA vor allem durch Forschungsarbeiten auf dem Gebiet der Rehabilitationspsychologie einen Namen machte.

## Leben und Werk
Dembo war die Tochter des aus Panevėžys stammenden Kaufmanns Wulf Isaakowitsch Dembo und seiner Frau Sofja Wulfowna Woltschkina. Sie studierte von 1921 bis 1928 an der Berliner Universität bei den Gestaltpsychologen Wolfgang Köhler, Max Wertheimer und vor allem Kurt Lewin, der ihre bis heute vielzitierte Dissertation über den „Ärger als dynamisches Problem“ anregte und betreute. In der Zeit vor ihrem Studienabschluss absolvierte sie 1929 einen Forschungsaufenthalt in den Niederlanden am Institut für Physiologie der Reichsuniversität Groningen bei F. J. J. Buytendijk, wo sie eine tierpsychologische Studie über „zielgerichtetes Verhalten der Ratten in einer freien Situation“ am Beispiel der Futtersuche durchführte und deren Ergebnisse 1930 veröffentlichte. Eine zweite, unveröffentlicht gebliebene Studie widmete sie der Futtersuche des Erlenzeisigs.
Nach ihrer Promotion im Jahr 1930 ging sie auf Einladung Kurt Koffkas in die USA, um dort als seine Forschungsassistentin am Smith College zu arbeiten. Es folgten weitere Forschungsengagements an der University of Iowa, die sie wieder mit Kurt Lewin und dessen amerikanischen Mitarbeitern Roger G. Barker, Leon Festinger, Beatrice Ann Wright und anderen zusammenführten. Die in dieser Zeit entstandenen Studien über Frustration und Regression (1941 mit Kurt Lewin und Roger G. Barker) und über das Anspruchsniveau (1944 mit Kurt Lewin, Pauline Sears und Leon Festinger) wurden zu Klassikern der sozialpsychologischen Literatur.
Ab 1953 war Dembo als Professorin an der Clark University tätig, wo die Rehabilitationspsychologie zum Hauptgebiet ihrer Forschungs- und Lehrtätigkeit bis zu ihrer Pensionierung und darüber hinaus wurde. Die Clark University verlieh ihr auch die Ehrendoktor-Würde. Sie war maßgeblich an der Einrichtung einer eigenen Division für Rehabilitationspsychologie in der American Psychological Association (APA) beteiligt (Division 22) und war von 1968 bis 1969 deren Präsidentin. 1980 erhielt sie den „Distinguished Service Award“ der APA für ihre Pionierarbeiten auf dem Gebiet der Rehabilitationspsychologie, 1981 den „Kurt Lewin Memorial Award“ der „Society for the Psychological Study of Social Issues“.

## Ausgewählte Publikationen
- 1930: Zielgerichtetes Verhalten der Ratten in einer freien Situation. In: Archives Neéerlandaises de Physiologie de l’Homme et des Animaux. Band 15, 1930, S. 402–412.
- 1931: Der Ärger als dynamisches Problem. In: Psychologische Forschung. 15, S. 1–144.
- 1936: mit Eugenia Hanfmann: The patient’s psychological situation upon admission to a mental hospital. American Journal of Psychology, 47, 381–408.
- 1941: mit Roger Barker & Kurt Lewin: Frustration and regression: An experiment with young children. University of Iowa Studies in Child Welfare.
- 1944: mit Kurt Lewin, Leon Festinger und P. Sears: Level of Aspiration. In: J. M. Hunt (Ed.), Personality and the behavior disorders, Oxford: Ronald Press (pp 333-378).
- 1948: mit R. K. White & Beatrice A. Wright: Studies in adjustment to visible injuries: evaluation of curiosity by the injured. The Journal of Abnormal and Social Psychology, Vol 43(1), 13-28.
- 1956: mit G. Leviton & Beatrice A. Wright: Adjustment to misfortune: A problem of social psychological rehabilitation. Artificial Limbs, 3, 4-62.
- 1969: Rehabilitation psychology and its immediate future: A problem of utilization of psychological knowledge. Rehabilitation Psychology, 16, 63-72.
- 1982: Some Problems in Rehabilitation as Seen by a Lewinian. Journal of Social Issues, 38 (1), 131–139.
- 1993: Thoughts on qualitative determinants in psychology: A methodological study. Journal of Russian and East-European Psychology, 31, 15-70.

## Belege
1. ↑  Sandra Hodgson, Biography of Tamara Dembo, abgerufen am 8. Oktober 2013; Lück, Helmut E. (2011): Tamara Dembo: Auf der Suche nach Konzepten für ein besseres Leben. In: Bedeutende Psychologinnen des 20. Jahrhunderts, Berlin: Springer, S. 179–191; Woodward, W. R. (2010): Russian women emigrées in psychology: Informal Jewish networks. History of Psychology, 13, 111-137.
2. ↑  René van der Veer: Tamara Dembo's European Years: Working with Lewin and Buytendijk. In: Journal of the History of the Behavioral Sciences. Band 36, Nr. 2, 2000, S. 109–126, [hier: 115–120], doi:10.1002/(SICI)1520-6696(200021)36:2<109::AID-JHBS1>3.0.CO;2-R, Volltext (PDF).
3. ↑  Kristian Köchy: Aufgabenfreie Situation als Rücksicht auf Tiere als Subjekte. In: Biologie in unserer Zeit. Band 53, Nr. 3, 2023, S. 227–231, doi:10.11576/biuz-6671.
4. ↑  siehe Katharina Sternek (2014), Tamara Dembo (1902-1993): Ein Leben für die Emotionsforschung und die Rehabilitationspsychologie, Phänomenal, 6(2), 49-58.
5. ↑  siehe "Dembo, Tamara", Eintrag im Dorsch Lexikon der Psychologie, verfasst von Helmut E. Lück.

| Personendaten    | Personendaten                    |
| ---------------- | -------------------------------- |
| NAME             | Dembo, Tamara                    |
| KURZBESCHREIBUNG | amerikanische Gestaltpsychologin |
| GEBURTSDATUM     | 28. Mai 1902                     |
| GEBURTSORT       | Baku                             |
| STERBEDATUM      | 17. Oktober 1993                 |
| STERBEORT        | Worcester, Massachusetts         |